# Anders Söderberg (kartgravör)
Anders Söderberg, född 10 juli 1750 i Västmanland, död okänt år, var en svensk kartgravör och handelsman.
Söderberg blev student vid Uppsala universitet 1776 och var vid mitten av 1770-talet elev till Anders Åkerman. Till Åkermans andra upplaga av Atlas iuvenilis graverade Söderberg samtliga kartor över Finland och Palestina. Bland hans andra kända verk en karta över Gotland som ingår i Georg Wallins Gotländska samlingar som utgavs 1776. Söderberg blev senare handelsman i Uppsala.  